# Rhytidoponera acanthoponeroides
Rhytidoponera acanthoponeroides é uma espécie de formiga do gênero Rhytidoponera.